# Halowe Mistrzostwa Świata w Lekkoatletyce 2001 – bieg na 800 m mężczyzn
Bieg na 800 m mężczyzn – jedna z konkurencji rozgrywanych podczas halowych mistrzostw świata w lekkoatletyce w 2001. Eliminacje odbyły się 9 marca, półfinały miały miejsce 10 marca, finał zaś został rozegrany 11 marca.
Do eliminacji zgłoszonych zostało 28 zawodników z 24 państw.
Zawody w tej konkurencji wygrał reprezentant Rosji Jurij Borzakowski. Drugą pozycję zajął zawodnik z RPA Johan Botha, trzecią zaś reprezentujący Szwajcarię André Bucher.

## Wyniki

### Eliminacje
Źródło: 
Bieg 1
| Miejsce | Zawodnik               | Państwo           | Wynik   | Uwagi |
| ------- | ---------------------- | ----------------- | ------- | ----- |
| 1.      | Jurij Borzakowski      | Rosja             | 1:47,28 |       |
| 2.      | Trinity Gray           | Stany Zjednoczone | 1:47,59 |       |
| 3.      | Daniel Caulfield       | Irlandia          | 1:47,83 |       |
| 4.      | Mark Rodgers           | Nowa Zelandia     | 1:49,25 | NR    |
| –       | Jean-Patrick Nduwimana | Burundi           | DNS     |       |

Bieg 2
| Miejsce | Zawodnik          | Państwo           | Wynik   | Uwagi |
| ------- | ----------------- | ----------------- | ------- | ----- |
| 1.      | David Lelei       | Kenia             | 1:50,53 |       |
| 2.      | Glody Dube        | Botswana          | 1:50,73 |       |
| 3.      | Elliott Gaskins   | Stany Zjednoczone | 1:51,04 |       |
| 4.      | Abdirizak Dirshe  | Szwecja           | 1:51,28 |       |
| 5.      | Crispen Mutakanyi | Zimbabwe          | 1:52,94 |       |
| 6.      | Amilcar Leal      | Mozambik          | 1:55,19 |       |

Bieg 3
| Miejsce | Zawodnik             | Państwo           | Wynik   | Uwagi |
| ------- | -------------------- | ----------------- | ------- | ----- |
| 1.      | Bram Som             | Holandia          | 1:49,77 |       |
| 2.      | Johan Botha          | Południowa Afryka | 1:49,84 |       |
| 3.      | Lukáš Vydra          | Czechy            | 1:50,99 |       |
| 4.      | Milton Browne        | Barbados          | 1:51,60 |       |
| 5.      | Mohammed Albayed     | Palestyna         | 2:03,08 |       |
| –       | Arthémon Hatungimana | Burundi           | DNS     |       |

Bieg 4
| Miejsce | Zawodnik                 | Państwo    | Wynik   | Uwagi |
| ------- | ------------------------ | ---------- | ------- | ----- |
| 1.      | Tom Omey                 | Belgia     | 1:49,85 |       |
| 2.      | Roberto Parra            | Hiszpania  | 1:50,12 |       |
| 3.      | João Pires               | Portugalia | 1:50,13 |       |
| 4.      | Benjamin Kipkurui        | Kenia      | 1:50,73 |       |
| 5.      | Konstandinos Chadzimarku | Cypr       | 1:53,10 |       |
| 6.      | John Lozada              | Filipiny   | 1:54,10 |       |

Bieg 5
| Miejsce | Zawodnik            | Państwo    | Wynik   | Uwagi |
| ------- | ------------------- | ---------- | ------- | ----- |
| 1.      | Paweł Czapiewski    | Polska     | 1:47,75 | PB    |
| 2.      | Florent Lacasse     | Francja    | 1:47,82 |       |
| 3.      | André Bucher        | Szwajcaria | 1:47,88 |       |
| 4.      | Siergiej Kożewnikow | Rosja      | 1:48,74 |       |
| 5.      | Mahmud al-Khairat   | Syria      | 1:50,71 | NR    |

### Półfinały
Źródło: 
Bieg 1
| Miejsce | Zawodnik          | Państwo           | Wynik   | Uwagi |
| ------- | ----------------- | ----------------- | ------- | ----- |
| 1.      | Jurij Borzakowski | Rosja             | 1:46,84 |       |
| 2.      | Johan Botha       | Południowa Afryka | 1:47,28 |       |
| 3.      | Paweł Czapiewski  | Polska            | 1:47,35 | PB    |
| 4.      | Florent Lacasse   | Francja           | 1:47,90 |       |
| 5.      | Trinity Gray      | Stany Zjednoczone | 1:47,90 |       |
| 6.      | Roberto Parra     | Hiszpania         | 1:49,67 |       |

Bieg 2
| Miejsce | Zawodnik         | Państwo    | Wynik   | Uwagi |
| ------- | ---------------- | ---------- | ------- | ----- |
| 1.      | André Bucher     | Szwajcaria | 1:47,04 |       |
| 2.      | Giody Dube       | Botswana   | 1:47,31 | NR    |
| 3.      | David Lelei      | Kenia      | 1:47,48 |       |
| 4.      | Tom Omey         | Belgia     | 1:47,67 | NR    |
| 5.      | Daniel Caulfield | Irlandia   | 1:47,79 |       |
| 6.      | Bram Som         | Holandia   | 1:49,34 |       |

### Finał
Źródło: 
| Miejsce | Zawodnik          | Państwo           | Wynik   | Uwagi |
| ------- | ----------------- | ----------------- | ------- | ----- |
| 01 !    | Jurij Borzakowski | Rosja             | 1:44,49 |       |
| 02 !    | Johan Botha       | Południowa Afryka | 1:46,42 |       |
| 03 !    | André Bucher      | Szwajcaria        | 1:46,46 |       |
| 4.      | David Lelei       | Kenia             | 1:46,88 |       |
| 5.      | Glody Dube        | Botswana          | 1:46,90 | NR    |
| 6.      | Paweł Czapiewski  | Polska            | 1:50,51 |       |